# Legio III Cyrenaica

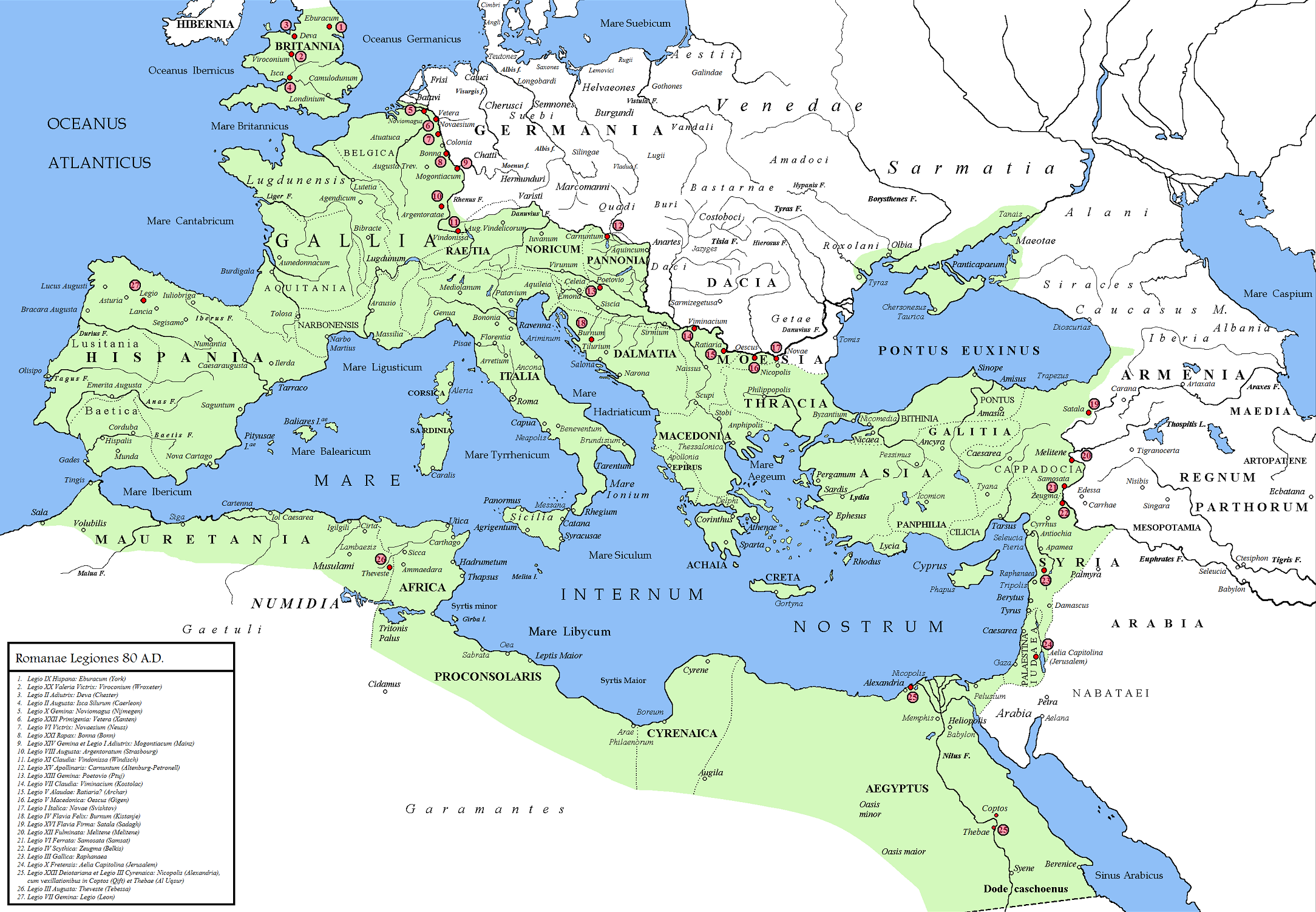
Déploiement des 27 légions romaines en 80 apr. J.-C.

La Legio III Cyrenaica  fut une légion romaine fondée vers 36 av. J.-C.
L’existence de la Legio III Cyrenaica est attestée pour la première fois dans les sources en 30 av. J.-C. lors de la bataille d’Actium. Après la victoire d’Octave, la légion fut d’abord stationnée en Haute-Égypte près de ce qui est aujourd’hui Luxor. Elle fut déplacée vers la Basse-Égypte entre 7 et 9 apr. J.-C., où, de Nicopolis, elle eut avec la Legio XXII Deiotariana la mission de surveiller la ville voisine d’Alexandrie, source fréquente de rébellion contre le pouvoir romain.
La province d’Égypte étant toutefois une partie de l’empire relativement calme, la légion participa à de nombreux travaux de construction tels que routes, aqueducs, arcs de triomphe, etc. Certains de ses détachements participèrent à des campagnes à l’extérieur des frontières de la province  comme ce fut le cas en 39/40 lorsqu’un détachement se rendit en Gallia Belgica pour préparer l’invasion de la Grande-Bretagne.
Lors de l’année des quatre empereurs, la légion fut parmi les premières à appuyer Vespasien et participa, sous les ordres de son fils Titus, au siège de Jérusalem en 70.
Après l’occupation du royaume de Nabatène et sa transformation en province romaine, la légion fut transférée vers la Syrie d’aujourd’hui et fut cantonnée à Bosra.
À partir de 115 et jusqu’en 135, la légion fut régulièrement utilisée pour lutter contre les rebelles lors des grandes révoltes juives en Judée, en Égypte et en Cyrénaïque.
Elle prit part à la campagne de Caracalla contre les Parthes et, après que Valérien eut été fait prisonnier par leurs successeurs, les Sassanides, la légion tomba comme toute la région au pouvoir des autorités de Palmyre qui avaient proclamé leur indépendance, face à l’incapacité du pouvoir romain de défendre la Syrie.
On perd la trace de la légion après la reconquête de la région par Aurélien; elle était toutefois encore en existence au début du Ve siècle alors que la Notitia Dignitatum note sa présence à Bosra sous les ordres du Dux Arabiae.
On ignore quel était l’emblème de cette légion. Sa divinité tutélaire était le dieu Ammon-Zeus ou Jupiter Hammon (un Jupiter portant des cornes de bélier), divinité traditionnelle de la Cyrénaïque et de l'oasis d'Ammon (Siwa, Égypte).

## Histoire de la légion

### Origines

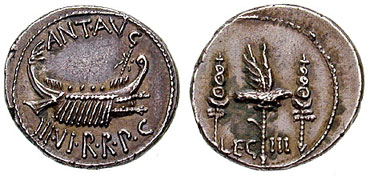
Dinarius utilisé par Marc Antoine pour payer ses soldats. Au recto, une galère avec l’inscription ANT AVG III VIR R P C et au verso l’aigle et la mention LEG III.

La date et les motifs ayant conduit à la création de cette légion sont incertains. Il est possible qu’elle ait été créée par Lépide (Marcus Aemilius Lepidus) alors que celui-ci était gouverneur de Cyrénaïque (43-36 av. J.-C.) ou par le successeur de celui-ci, Marc Antoine (36-31 av. J.-C.). Toutefois, cette hypothèse ne repose que sur le cognomen "Cyrenaica" qui peut indiquer l’origine des légionnaires mais aussi une victoire importante remportée par la légion. Il est également possible qu’elle ait hérité de ce surnom sous Auguste, grâce à la bravoure de l’une de ses cohortes comme ce fut le cas des unités auxiliaires I Lusitanorum Cyrenaica et de la cohorte II Hispanorum Scutata Cyrenaica. Le mot Cyrenaica est orthographié de diverses façons dans les textes, mais est généralement abrégé CYR.

### En Égypte

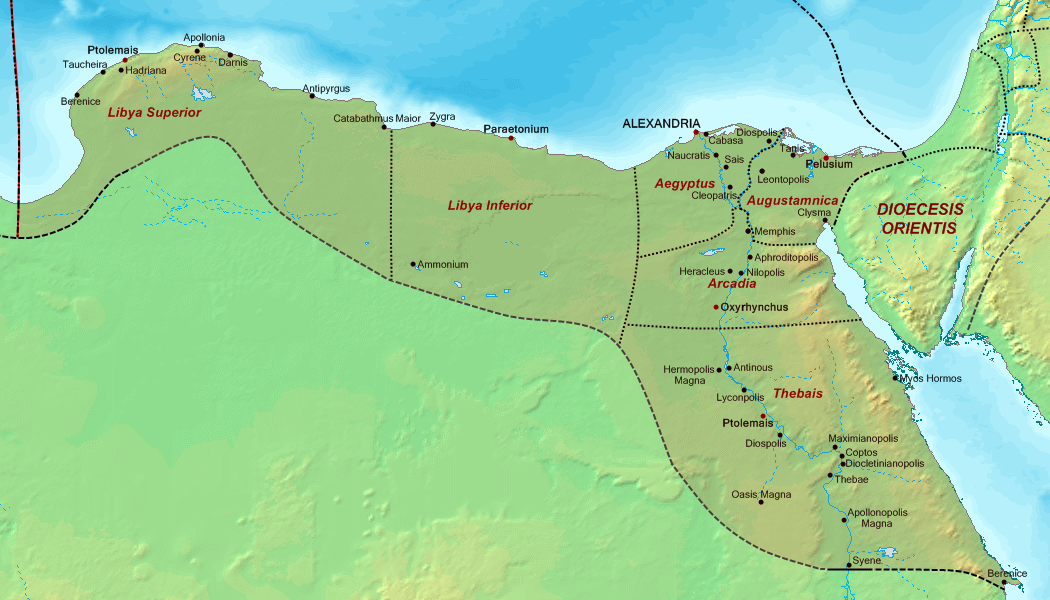
Carte de l’Afrique romaine en 400 montrant la province de Thebais avec Thèbes (Thebae) au centre et Berenice à l’extrême sud-est.

La première apparition de la légion attestée dans les sources date de 30 av. J.-C. alors qu’après la bataille d’Actium, Octave se rendit en Égypte qu’il annexa la même année. Après la conquête, la Legio III Cyrenaica demeura en Égypte et fut probablement stationnée à Thèbes (aujourd’hui Luxor) en Haute-Égypte, où la présence de légionnaires est attestée à Berenice et près des carrières de pierre de la Thébaïde.
Dans les années 26/25 av. J.-C. la légion prit part à la désastreuse campagne du deuxième préfet d’Égypte, Aelius Gallus (préfet 26-24 av. J.-C.), en Arabie heureuse (le Yémen actuel),,. Mal guidée et peu préparée à un environnement hostile, cette expédition tourna au désastre et quelque 10 000 légionnaires y perdirent la vie.
Pis[style à revoir] encore : profitant de l’absence de la garnison romaine, le royaume nubien de Méroé attaqua la Haute-Égypte. Les Romains contre-attaquèrent de 25 à 21 av. J.-C. sous la conduite de Publius Petronius, préfet d’Égypte dont les légions remontèrent le Nil et envahirent la Basse-Nubie (sud de l’Égypte/nord du Soudan) jusqu’à Napata, ancienne capitale des rois de Méroé. La deuxième expédition menée par Publius Petronius parvint à stabiliser la situation sur la frontière entre la Nubie et l’Empire romain.
Entre les années 7 et 9 ap. J.-C., la légion fut déplacée vers Nicopolis, près d’Alexandrie, en Basse-Égypte, fondée par Octave en 24 av. J.-C. pour commémorer sa victoire finale sur Antoine ; elle y partagea une « double forteresse » avec la Legio XXII Deiotariana. Les deux légions avaient comme mission, d’une part de voir au bon acheminement du blé destiné à Rome, et d’autre part de protéger cette métropole géante contre tout péril extérieur tout en surveillant sa population prompte à l'émeute et partagée par des divisions sociales, ethniques et religieuses. C’est ainsi qu’en 38, un détachement de la légion dut mettre un terme à la violence antisémite qui éclata à Alexandrie.
L’Égypte étant une province impériale, interdite aux sénateurs sauf autorisation explicite, les deux légions étaient aux ordres non d’un sénateur, mais du « praefectus exercitus qui est in Aegypto » (litt. : le préfet de l’armée qui est en Égypte) qui appartenait à la classe des chevaliers. Divers détachements, généralement d’une cohorte (environ 480 légionnaires ch.[Quoi ?]) ou plus, furent stationnés à travers l’Égypte pour participer à des travaux publics comme routes, citernes, etc., ou pour surveiller des carrières de pierre. L’un de ces détachements conjoints des deux légions construisit en 90 une route reliant Koptos à la mer Morte.

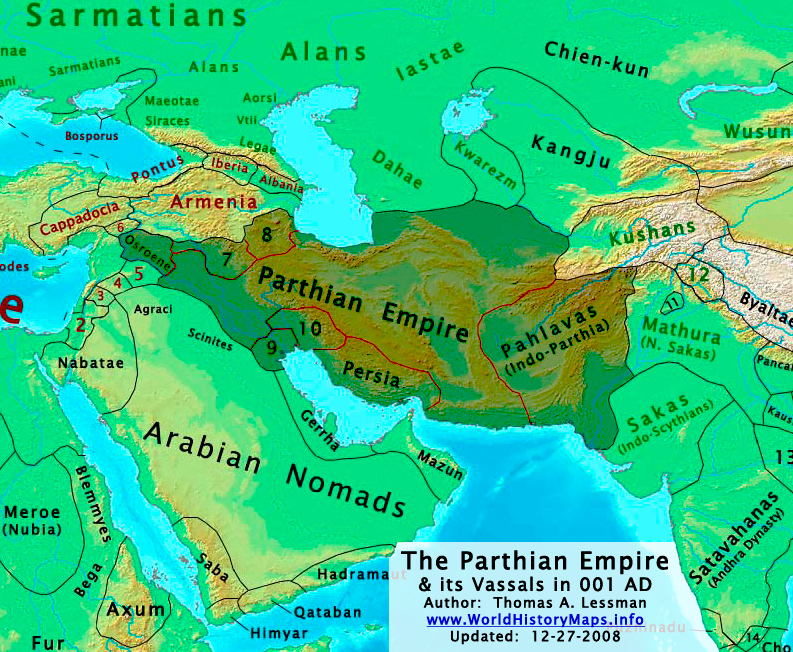
Carte de l’Empire parthe ; l’Arménie à la frontière entre les deux empires fut la cause de nombreuses guerres entre eux.

À d’autres occasions, lorsque la situation intérieure était relativement calme, des détachements furent envoyés en renfort, dans d’autres parties de l’empire. C’est ainsi qu’en 39/40, un détachement fut envoyé à Tongeren dans la Gallia Belgica durant le règne de Caligula (r.[Quoi ?], 37-41) en prévision de l’invasion de la Grande-Bretagne ; elle devait, semble-t-il, organiser la logistique et le ravitaillement des forces de débarquement.
Un autre détachement fut mis en 58 à la disposition du général Cnaeus Domitius Corbulo pour prendre part à la campagne contre les Parthes.

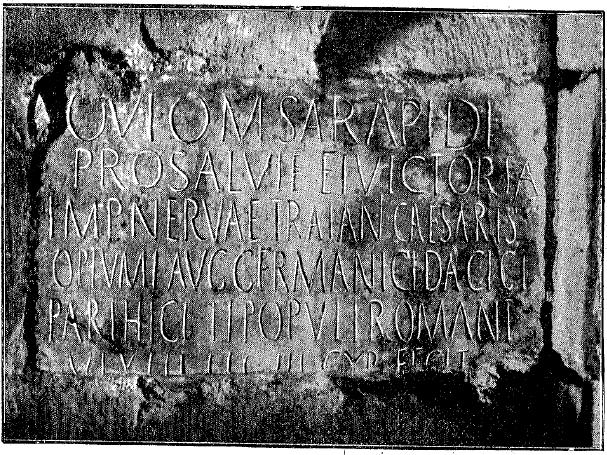
[I]ovi Optimo Maximo Sarapidi / pro salute et victoria / Imp(eratoris) Nervae Traiani Caesaris / Optumi Aug(usti) Germanici Dacici / Parthici et populi Romani / vexill(atio) leg(ionis) III Cyr(enaicae) fecit – Inscription faite par un détachement de la Legio III lors de la victoire de Trajan en 116 (près de Jérusalem, CIL3, 13587).

La première guerre judéo-romaine (66-70 apr. J.-C.) en Judée provoqua également de graves troubles entre les Grecs et les Juifs d’Alexandrie. Après avoir vainement fait appel au calme, le préfet d’Égypte, Tibère Julius Alexandre envoya la IIIe Cyrenaica et la XXIIe Deiotariana, ainsi que deux mille auxiliaires libyens dévaster le quartier juif du Delta où ils massacrèrent, pillèrent et incendièrent les maisons, faisant, selon Flavius Josèphe, cinquante mille victimes.
En 69, lorsque débuta l’ « année des quatre empereurs », la légion fut parmi les premières à appuyer Vespasien ; un détachement fut envoyé en Judée sous les ordres du fils de celui-ci, Titus, et prit part au siège de Jérusalem en 70.

### En Arabie pétrée[N 2]

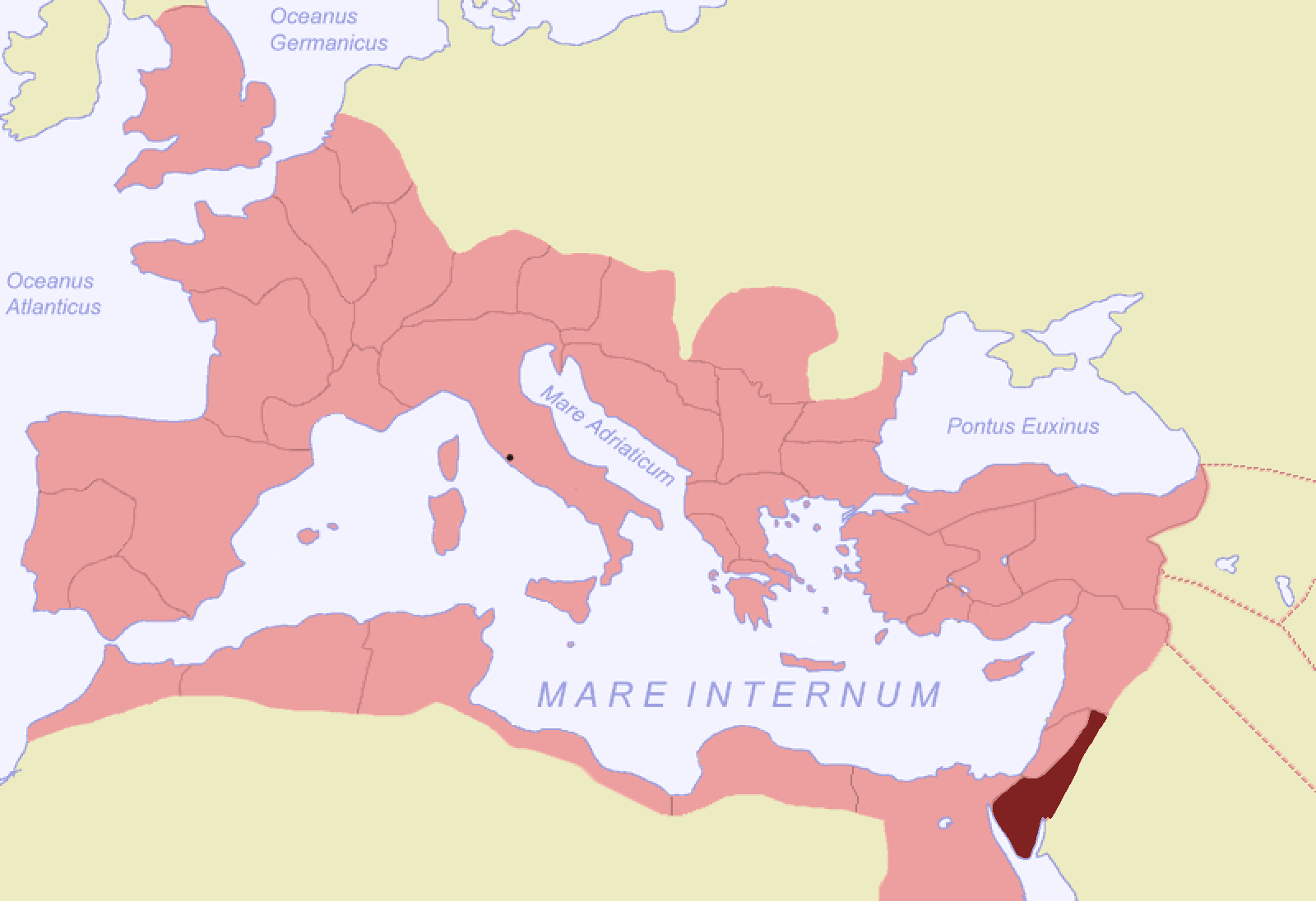
La province romaine d’Arabie pétrée.

En 106, le légat de Syrie, A. Cornelius Palma, soumit le royaume de Nabatène qui devint une province impériale nommée Arabia, gouvernée par un légat propréteur, installé au nord de la nouvelle province, à Bosra (ou Bostra) La IIIe légion Cyrénaïque venue d’Égypte y fut transférée et son quartier général installé à Bosra (dans le sud de la Syrie d’aujourd’hui), avec un détachement à Gerasa. De là, elle protégea l’Égypte et la Judée contre d’éventuelles attaques venues de l’est et prépara le projet de Trajan de guerre contre les Parthes. Entre 110 et 114, la légion construisit la route frontalière, dite Via Nova Traiana, allant de Bosra à Aila, sur la mer Morte. Longue de 360 km, et pourvue de forts à intervalles réguliers, cette route était partie intégrante du limes arabicus le long de l’ancienne frontière nabatéenne. D’autres routes aux extrémités de la Via Nova Traiana reliaient Philadelphie et Bosra aux autres villes de la Décapole. La légion érigea également un arc triomphal à Dura Europos (extrême est de la Syrie sur le moyen Euphrate) qui deviendra après 170 le point de départ de l’armée romaine dans la conquête des territoires d'Osroène et constituera un poste avancé des expéditions contre l'empire parthe.
En 115, de grandes révoltes des Juifs éclatèrent dans l'Empire, en Judée, en Égypte, en Cyrénaïque voisine et à Chypre, qui aboutirent à la mise à sac de villes et au massacre de citoyens romains, en plus de menacer l’approvisionnement de Rome en blé à partir de l’Égypte. La Legio XXII Deiotariana et les détachements de la Legio III Cyrenaica restés en Égypte n’étaient pas en  nombre suffisant pour y faire face. L’année suivante, Trajan envoya Marcius Turbo, amiral de la flotte impériale, rétablir l’ordre, ce qu’il fit en Égypte, en Cyrénaïque et peut-être à Chypre, à la suite d'une répression longue et sanglante de part et d’autre ,, .
L’année suivante probablement, un détachement de la IIIe légion fut de nouveau envoyé en Judée (voir image ci-dessous) et prit part ensuite à la guerre de Trajan contre les Parthes. En 120, la légion eut à lutter contre diverses tribus arabes. Certains détachements retournèrent en Égypte, où on les retrouve en compagnie de la Legio XXII Deiotraiana en 119 ; mais ceux-ci retournèrent en Arabie après 125 et furent remplacés par la Legio II Traiana Fortis
La première guerre judéo-romaine avait plongé la Judée dans la dévastation. Après la décision de l'empereur Hadrien de rebâtir Jérusalem comme une ville romaine, Shimon bar Kokhba décida, quelque 60 ans plus tard, d’instaurer un État juif indépendant en terre de Judée. De 132 à 135, la IIIe légion prendra part à la répression de cette révolte nationaliste.
Une fois le calme rétabli, un détachement de la IIIe légion put être envoyé en Maurétanie combattre les Maures sous Antonin le Pieux. Un peu plus tard, d’autres légionnaires sous les ordres d’Avidius Cassius participèrent à la campagne de Lucius Verus contre les Parthes (162-166). Lorsque la rumeur de la mort de l’empereur Marc Aurèle se répandit en juillet 175, ce même Avidius Cassius, vainqueur des Parthes et commandant de toutes les provinces d’Orient, tenta de se faire proclamer empereur ; on ignore la position que prit la légion pendant cette crise ,.
On sait toutefois que lors de la deuxième année des quatre empereurs (193), les armées proclamèrent empereur Septime Sévère en Pannonie, Pescennius Niger en Syrie, et Clodius Albinus en Bretagne. La IIIe légion choisit d’appuyer Pescennius Niger contre Septime Sévère (r., 193-211). Ce dernier devait l’emporter et envahir immédiatement la Mésopotamie pour y lutter contre les Parthes (195 et 197-198). Il est possible que la IIIe légion ait pris part à ces campagnes. Il est certain cependant que celle-ci était présente lorsque le fils de Septime Sévère, Caracalla (r. 211-217) lança une nouvelle offensive contre les Parthes (215-217). Pendant cette campagne, en 216, des légionnaires de la III Legio Cyrenaica et de la III Legio Scythica érigèrent un amphithéâtre à Dura Europos où la IIIe Cyrenaica était déjà venue sous Trajan, de même que le palais du commandant de la région militaire (le dux ripae),.
La légion devait à nouveau combattre vaillamment sous Sévère Alexandre (r. 222-235), car malgré les demi-victoires de l’empereur contre les Perses sassanides, successeurs des Parthes, elle se mérita le surnom de Legio III Cyrenaica Severiana Alexandriana.
Sous le règne de Valérien (r. 253-260) et de son co-empereur et fils Gallien (r. 253-260), la légion fut connue sous le nom de Legio III Cyrenaica Valeriana Galliana et fut à nouveau stationnée à Bosra. Lorsque Valérien fut fait prisonnier par les Sassanides, plusieurs provinces de l’est tombèrent progressivement sous la domination du royaume de Palmyre, à partir duquel la reine Zénobie (r. 267-272) regroupa sous son autorité les provinces de Syrie, d'Arabie et d'Égypte, et commença la conquête des provinces d'Asie mineure.

L’Empire romain en 271 ; le royaume de Palmyre est en jaune.

La reine prit le contrôle des troupes romaines se trouvant sur ces territoires et entreprit de lutter contre les Perses, campagne à laquelle participa la Legio III Cyrenaica.Toutefois, si l’on en croit l’Histoire Auguste, en 272, les soldats de cette légion se seraient révoltés et auraient pillé le Temple du Soleil de Palmyre. Une fois que l’empereur Aurélien eut repris le contrôle de Palmyre l’année de ce pillage, une deuxième légion, la Legio IIII [quatre] Martia, fut stationnée dans la province d’Arabie pour venir en aide à la Legio III Cyrenaica.
On ignore ce qu’il advint par la suite de la Legio III Cyrenaica. Toutefois, selon la Notitia Dignitatum, recension rédigée vers 400, elle existait toujours au début du Ve siècle et était stationnée à Bosra sous les ordres du Dux Arabiae.